# Casteltermini
Casteltermini là một đô thị của tỉnh Agrigento ở vùng Sicilia, có vị trí cách khoảng 70 km về phía đông nam của Palermo và khoảng 25 km về phía bắc của Agrigento.
Casteltermini giáp các đô thị sau: Acquaviva Platani, Aragona, Cammarata, Campofranco, San Biagio Platani, Sant'Angelo Muxaro, Santo Stefano Quisquina, Sutera.
Casteltermini được Gian Vincenzo Maria Termini e Ferreri lập năm 1629.
Casteltermini có mỏ muối và mỏ lưu huỳnh.